# Lista celor mai mari hoteluri din lume

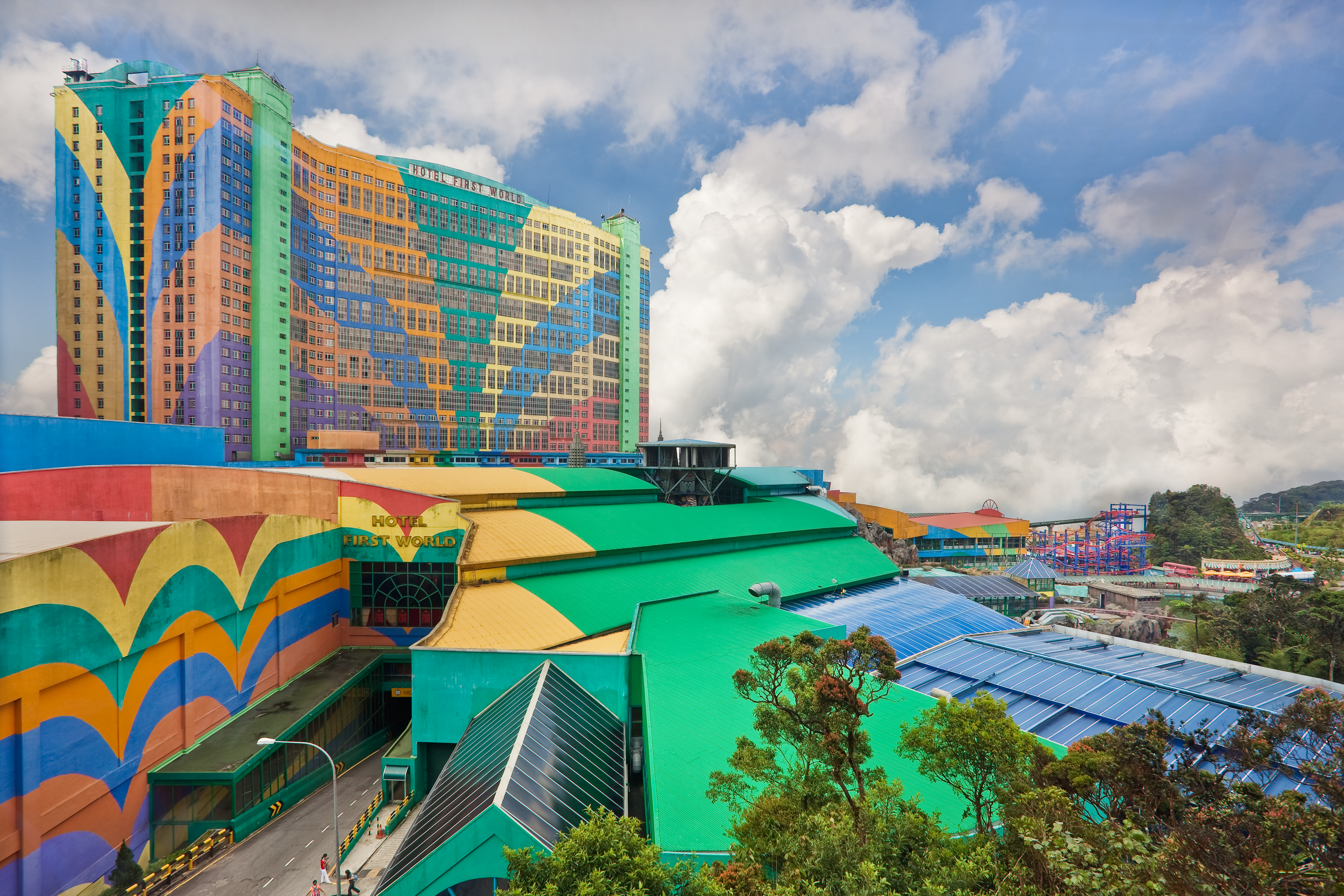
First World Hotel din Malaysia, cel mai mare hotel din lume

Lista celor mai mari hoteluri din lume clasifică clădirile destinate asigurării serviciilor de cazare contra cost (hoteluri) în funcție de numărul de camere disponibile.
Lista include atât hoteluri individuale, cât și complexuri hoteliere care includ mai multe clădiri, cu o capacitate de peste 3.000 de camere. Ordinea este descrescătoare, în funcție de numărul de camere.
Cele mai multe hoteluri de peste 3.000 de camere sunt situate în America de Nord și Asia, în special în Las Vegas (16) și Macao (3).
| Imagine              | Nume | Țară           | Locație                   | Număr de camere | Note          |
|                      | |                |                           |                 |               |
| -------------------- | --- | -------------- | ------------------------- | --------------- | ------------- |
|                      | First World Hotel (în malaieză First World Hotel)                                                                                       | Malaysia       | Genting Highlands, Pahang | 7.351           | [ 1 ]         |
|                      | The Venetian Resort Las Vegas (în engleză The Venetian Las Vegas)                                                                       | Statele Unite  | Las Vegas                 | 7.117           | [ 2 ]         |
|                      | MGM Grand Las Vegas (în engleză MGM Grand Las Vegas)                                                                                    | Statele Unite  | Las Vegas                 | 6.852           | [ 3 ]         |
|                      | Abraj Al Bait (The Clock Towers) (în arabă أبراج الساعة'Abraj alsaaea)                                                                  | Arabia Saudită | Mecca                     | 6.000           | [ 4 ]         |
|                      | The Londoner Macao (în chineză: 澳門倫敦人, transliterat: Àomén lúndūn rén)                                                             | China          | Cotai, Macao              | 6.000           | [ 5 ]         |
|                      | Wynn Las Vegas & Encore Resort (în engleză Wynn Las Vegas & Encore Las Vegas)                                                           | Statele Unite  | Las Vegas                 | 4.748           | [ 6 ]         |
|                      | Hotel Barhatnîi sezon (în rusă Бархатный сезон, transliterat: Barhatnîi sezon)                                                          | Rusia          | Soci                      | 4.688           | [ 7 ]         |
|                      | Mandalay Bay Resort and Casino (în engleză Mandalay Bay & W Las Vegas)                                                                  | Statele Unite  | Las Vegas                 | 4.426           | [ 8 ]         |
|                      | Luxor Las Vegas (în engleză Luxor Las Vegas)                                                                                            | Statele Unite  | Las Vegas                 | 4.407           | [ 9 ]         |
|                      | Hotelul Ambassador City Jomtien (în thailandeză โรงแรมแอมบาสซาเดอร์ ซิตี้ จอมเทียน, transliterat: Rong ræm xæm bās̄ sā de xr̒ sitī̂ cxm theīyn) | Thailanda      | Pattaya                   | 4.210           | [ 10 ]        |
|                      | Aria Resort & Casino (în engleză Aria Resort & Casino)                                                                                  | Statele Unite  | Las Vegas                 | 4.004           | [ 11 ]        |
|                      | Hotelul Sheraton Grand Macao (în chineză: 澳門喜來登大酒店, transliterat: Àomén xǐláidēng dà jiǔdiàn)                                   | China          | Cotai, Macao              | 4.001           | [ 12 ]        |
|                      | Excalibur Hotel and Casino (în engleză Excalibur Hotel and Casino)                                                                      | Statele Unite  | Las Vegas                 | 3.981           | [ 13 ]        |
|                      | Caesars Palace (în engleză Caesars Palace)                                                                                              | Statele Unite  | Las Vegas                 | 3.970           | [ 14 ]        |
|                      | Hotel Bellagio (în engleză Bellagio) | Statele Unite  | Las Vegas                 | 3.933           | [ 13 ]        |
|                      | Circus Circus Las Vegas (în engleză Circus Circus Las Vegas)                                                                            | Statele Unite  | Las Vegas                 | 3.773           | [ 15 ]        |
|                      | Shinagawa Prince Hotel (în japoneză 品川プリンスホテル, transliterat: Shinagawa purinsu hoteru)                                         | Japonia        | Tokyo                     | 3.680           | [ 16 ]        |
|                      | Paris Las Vegas (în engleză Paris Las Vegas)                                                                                            | Statele Unite  | Las Vegas                 | 3.672           | [ 17 ]        |
|                      | Fontainebleau Las Vegas (în engleză Fontainebleau Las Vegas)                                                                            | Statele Unite  | Las Vegas                 | 3.644           | [ 18 ]        |
|                      | Resorts World Las Vegas (în engleză Resorts World Las Vegas)                                                                            | Statele Unite  | Las Vegas                 | 3.506           | [ 19 ]        |
|                      | Flamingo Las Vegas (în engleză Flamingo Las Vegas)                                                                                      | Statele Unite  | Las Vegas                 | 3.460           | [ 14 ]        |
|                      | Atlantis Paradise Island (în engleză Atlantis Paradise Island)                                                                          | Bahamas        | Paradise Island           | 3.414           | [ 8 ]         |
|                      | Moon Palace Golf & Spa Resort (în engleză Moon Palace Golf & Spa Resort)                                                                | Mexic          | Cancún                    | 3.407           | [ 20 ]        |
|                      | Hilton Hawaiian Village (în engleză Hilton Hawaiian Village)                                                                            | Statele Unite  | Honolulu                  | 3.386           | [ 21 ] [ 22 ] |
|                      | Disney's Port Orleans Resort (în engleză Disney's Port Orleans Resort)                                                                  | Statele Unite  | Lake Buena Vista, Florida | 3.056           | [ 23 ]        |
|                      | The Mirage (în engleză The Mirage) | Statele Unite  | Las Vegas                 | 3.044           | [ 13 ]        |
|                      | The Cosmopolitan (în engleză The Cosmopolitan)                                                                                          | Statele Unite  | Las Vegas                 | 3.027           | [ 24 ]        |
|                      | The Venetian (în chineză: 澳門威尼斯人, transliterat: Àomén wēinísī rén)                                                                | China          | Cotai, Macao              | 3.000           | [ 25 ]        |
| 1. 2. 3. 4. 5. 6. 7. | |                |                           |                 |               |